# King Biscuit Flower Hour Presents: Deep Purple in Concert
A King Biscuit Flower Hour Presents: Deep Purple in Concert a Deep Purple koncertalbuma. A felvétel eredetileg a King Biscuit Flower Hour c. rádióműsor számára készült 1976 februárjában a kaliforniai Long Beach Arénában; CD-n csak 1995 júliusában jelent meg. Az európai kiadás címe: On the Wings of a Russian Foxbat (Live in California).
Az amerikai kiadás 4, az európai 3 ráadás számot tartalmaz az együttes 1976. januári springfieldi koncertjéről. Eredetileg ez a koncert szerepelt volna az adásban, de a felvételek minősége nem volt sugárzásra alkalmas, így meg kellett ismételni Long Beachen egy hónappal később.

## Számok listája
Az európai kiadás számai. Az amerikai tartalmazza a "Georgia on my mind" springfieldi előadását.
1. Burn (Blackmore/Hughes/Lord/Paice/Coverdale) 8.15
2. Lady Luck (Cook/Coverdale) 3.07
3. Getting tighter (Bolin/Hughes) 13.54
4. Love child (Bolin/Coverdale) 5.35
5. Smoke on the water (benne: "Georgia On My Mind") (Blackmore/Gillan/Glover/Lord/Paice) 9.16
6. Lazy (Blackmore/Gillan/Glover/Lord/Paice) 17.03
7. The grind (Bolin/Sheldon/Tesar) 5.52 A szám címét a borítón hibásan tüntették fel, helyes címe: "Homeward Strut".
8. This time around (Hughes/Lord) 7.16
9. Tommy Bolin guitar solo (Bolin) 10.30
10. Stormbringer (Blackmore/Coverdale) 9.51
11. Highway star (1. változat, benne: "Not Fade Away") (Blackmore/Gillan/Glover/Lord/Paice) 8.18
12. Smoke on the water (benne: "Georgia On My Mind". Springfieldi koncert.) (Blackmore/Gillan/Glover/Lord/Paice) 9.31
13. Going down (Az amerikai kiadás szerint Springfieldben készült, az európai nem említi.) (Don Nix) 7.25
14. Highway star (2. változat a "Not Fade Away" nélkül. Springfieldi koncert.) (Blackmore/Gillan/Glover/Lord/Paice) 6.22

## Előadók
- David Coverdale – ének
- Tommy Bolin – gitár
- Glenn Hughes – basszusgitár, ének
- Jon Lord – billentyűk
- Ian Paice – dob